# 1633 au théâtre
| Années du théâtre : 1630 - 1631 - 1632 - 1633 - 1634 - 1635 - 1636    |
| Décennies du théâtre : 1600 - 1610 - 1620 - 1630 - 1640 - 1650 - 1660 |

## Événements
- L'acteur Charles Dufresne devient directeur de la troupe du duc d'Épernon.
- Alors que la peste ravage la ville d'Oberammergau en Haute-Bavière, les édiles font le serment d'effectuer tous les dix ans un « Jeu de la souffrance, la mort et la résurrection de Notre Seigneur Jésus-Christ », si Dieu détourne le mal de la cité. L'année suivante, à la Pentecôte 1634, ils remplissent leur engagement pour la première fois en jouant la Passion du Christ.
- Vers 1633 : le décorateur français Laurent Mahelot commence la rédaction d'un mémoire manuscrit où il décrit 71 pièces jouées au théâtre de l'Hôtel de Bourgogne à Paris avec 47 croquis, témoignage de la décoration théâtrale au début du XVIIe siècle ; ce mémoire est continué par d'autres décorateurs jusqu'en 1686[1],[2].

## Pièces de théâtre publiées
- Mélite, comédie de Corneille.
- Le Trompeur puni, comédie de Georges de Scudéry.
- Dommage qu'elle soit une putain ('Tis Pity She's a Whore), tragédie de John Ford, Londres, Nicholas Okes pour Richard Collins.
- Première édition conservée du Juif de Malte de Christopher Marlowe, Londres, Nicholas Vavasour, avec des prologues et des épilogues écrits par Thomas Heywood.

## Pièces de théâtre représentées
- La Galerie du Palais, comédie de Corneille.

## Naissances
- Date précise non connue : 
  - Marquise-Thérèse de Gorla, dite Mademoiselle Du Parc ou Marquise Du Parc, comédienne française, morte le 11 décembre 1668.

## Décès
- 20 février : Nathan Field, acteur et dramaturge anglais, né en 1587.
- 10 août : Anthony Munday, écrivain anglais, auteur de romans et de pièces de théâtre, baptisé le 13 octobre 1560.
- 10 décembre : Hugues Guéru dit Gaultier-Garguille dans les farces et Fléchelles dans les pièces sérieuses, acteur et chansonnier français, né vers 1582.
- Vers 1633 : 
  - Samuel Rowley, acteur et dramaturge anglais.